# 市场原教旨主义
市場原教旨主義（或稱自由市場原教旨主義）是一個術語，被用以指稱主張透過允許市場自行運作來解決所有經濟問題及社會問題的意識型態。 
市場原教旨主義聲稱放任主義創立人司密亞當所提及的看不見的手會自行調節經濟發展，故此其鼓吹國家對整個社會實施完全的放任政策以容許市場妥善地管理社會。放任主義的開創人是著名作家㬅德維爾大夫。市場原教旨主義一詞經常被上述觀點的抨擊者用作貶義詞。 

## 起源及用法
帕古米·賽那 (Palagummi Sainath) 聲稱記者兼活動家傑里米·西布魯克 (Jeremy Seabrook) 首先使用了這個術語。該術語由 喬納森·本索爾 (Jonathan Benthall) 在其於1991年所發表於《今日人類學》上的社論中和 約翰·蘭莫爾 (John Langmore) 及 約翰·奎金 (John Quiggin) 在他們出版於1994年的著作 《為所有人工作》(Work for All) 中使用。
根據經濟學家 約翰·奎金 所提出的説法，經濟原教旨主義言論的標準特徵是教條主義式的斷言，並且聲稱任何持有相反觀點的人都不是真正的經濟學家。然而，科祖爾-賴特 (Kozul-Wright) 在他所撰寫的《市場原教旨主義 可抗拒的崛起》一書中宣稱新自由主義者及擁護保守主義的政客傾向強調“市場力量的必然性”，他們對於所選擇的政策的信念建基於“隱含的及隱藏的假設的混合體、 關於市場的神話和他們自己所在的國家經濟發展的歷史，以及偽裝在普遍利益的言辭中的特殊利益”。社會學家 弗雷德·布洛克(Fred L. Block) 和 瑪格麗特·薩默斯 (Margaret Somers) 使用這個標籤“是因為這個詞傳達了當代市場自我調節倡導者所表達的準宗教確定性”。
世界銀行首席經濟學家約瑟夫·斯蒂格利茨（Joseph Stiglitz）高級副總裁在他所撰寫的、關於其獲得諾貝爾經濟學獎一事的自傳文章中使用該詞來抨擊國際貨幣基金組織所實施的一些政策，他宣稱：「更廣泛地説，國際貨幣基金組織提倡的是一套通常被稱為華盛頓共識的政策，新自由主義學説或市場原教旨主義，建基於對經濟學理論的錯誤理解和（我所認為的）對歷史數據的不充分解釋。」
我（及其他人）所幫助發展的理論解答了為什麼不受約束的市場往往不僅不會帶來社會正義，甚至不會產生有效的結果 這個問題。有趣的是，對亞當·司密的看不見的手的抨斥並沒有智力上的挑戰：個人和公司在追求自身利益的過程中，不一定，或者一般來說，好像被一隻看不見的手引導到經濟效率。——約瑟夫·斯蒂格利茨，〈與魔鬼所簽訂的契約〉
自由市場資本主義的抨擊者使用這個詞來表示他們認為資本主義式的自由市場提供了關於最大可能的公平和繁榮的錯誤信念或謊言 ，或者以此來表示他們認為被批評的人相信對市場過程的任何干預都會降低社會福利。該術語的使用者包括經濟干預主義、混合資本主義及貿易保護主義的擁護者 及喬治·索羅斯等億萬富翁；諾貝爾獎獲得者約瑟夫·斯蒂格利茨 及保羅·克魯格曼等經濟學家，以及康奈爾大學歷史學家 愛德華·E·巴德斯特。索羅斯聲稱，市場原教旨主義包含這樣一種信念，即 特定社會的最大利益是通過允許其參與者在不受限製或監管監督的情況下追求自身財務利益來實現的。

## 歷史及理論

### 起源
市場原教旨主義的開創人及創立人分別是資產階級經濟學奠基人司密·亞當及資產階級經濟學創始人尚‧巴蒂斯特‧賽伊。市場原教旨主義認為看不見的手會自行提高經濟效率，這種意識型態在大蕭條發生之前曾經非常流行，但在大蕭條發生之後，其地位被凱恩斯主義取代。

### 創立
自由市場原教旨主義在第二次世界大戰結束後由范·哈亞克（Van Hayak）所開創，自由市場原教旨主義的創立人則是弗里德里希·法哈特（Friedrich Farhat），哈亞克極力反對經濟計劃而提倡自發秩序，但他仍然聲稱國家有一個適當的角色，然而, 後來的自由市場原教旨主義者忽視了這一點，他們鼓吹公眾擁護不受監管的資本主義，以免具有極權主義色彩的國有共產主義所提倡的計劃經濟體系主導美國。

### 發展
比較早出現的市場原教旨主義與比較晚出現的自由市場原教旨主義有一些不同的地方，例如市場原教旨主義認為只要任由人們出於利己動機作出決定，便能夠構建其理想中的社會，但自由市場原教旨主義認為人們必須按照所謂的自发秩序原理行事，才能夠確保所謂的自发秩序不會被破壞。有學者表示自發秩序原理應該被認為是先驗的。

### 衰落
自由市場原教旨主義的有效性在近年開始受到質疑，作家保羅·吉丁（Paul Gilding）聲稱 它造成了不平等現象及氣候變化危機等許多問題，新冠疫症的爆發導致自由市場原教旨主義思潮逐漸消退，並且促使國家開始加強對市場的監管。

## 抨擊
抨擊者聲稱，在擁有全球企業集團及大公司的現代社會中，個人無法免受欺詐或產品所造成的傷害，這些產品通過對個人消費者和社會施加外部性來實現收入最大化。歷史學家 愛德華·E·巴德斯特 聲稱，“市場力量的無節制支配有時會放大現有的壓迫形式，成為更可怕的東西”，如奴隸制，而且“市場原教旨主義並不總是為每個經濟或社會問題提供最佳解決方案”。 
擁護紐凱恩斯主義的著名經濟學家約瑟夫‧史蒂格利茨教授在其發表於2001年的諾貝爾經濟學獎獲獎感言中宣稱，華盛頓共識是基於「市場原教旨主義原則」。潛在的「意識型態」是基於對司密亞當所創造的模型的絕對化，根據該模型，市場力量將像一隻看不見的手一樣引導經濟取得有效的結果，但這並沒有考慮到市場體系需要完全競爭和完全信息的事實。史蒂格利茨宣稱市場原教旨主義思想是「市場自我調節、有效配置資源、服務大眾利益」，這些觀點是利益驅動的政治學學説，沒有經濟學理論基礎。史蒂格利茲將2008年全球金融危機描述為他所説的市場原教旨主義的終點。對史蒂格利茨來説，重要的是拋棄以市場原教旨主義為特徵的新自由主義，轉而支持更為平衡的經濟體系。 

## 與新自由主義之間的分別
新自由主義經常被等同於市場原教旨主義。抨擊者聲稱新自由主義者如同空想資本主義者那樣推崇所謂的美英模式，即不受任何限制的要素市場，但事實上新自由主義與市場原教旨主義有頗多不同的地方，例如市場原教旨主義主張完全任由人們自行作出任何決定且聲稱國家不應該以法律及政策束縛他們，而新自由主義主張建立一個強大的國家以保障大公司的利益，新自由主義也不反對國家給予公司補貼及稅收優惠等等，很多新自由主義者並不鼓吹國家撤出各個領域，反而支持西方國家以武力打開其他國家的國門並使用武裝力量支持擁護新自由主義的獨裁者及世界金融管理組織以確保資金能夠在全世界自由流通。此外，新自由主義能夠與保護主義並存，例如布雷頓森林機構在要求其他國家允許資金自由流動的同時向美國國內市場提供大量補貼。

## 與古典資本主義之間的分別
由於古典資本主義創立人亞當·斯密教授經常被錯誤地認為是市場原教旨主義的奉信者，因此他經常被當作自由放任資本主義的稻草人並受到批評，一些批評者聲稱亞當·斯密認為看不見的手（Unseeable Hand）而非封建主義國家及造物主 才應該為社會財富的增長負上責任，並且聲稱看不見的手這個概念已經成為了西方經濟學理論的核心，但其實這是對亞當·斯密所持有的觀點的誤解，事實上亞當·斯密並沒有把看不見的手這個概念置於其所創立的經濟學理論的核心，也沒有使用這個概念來試圖解釋所有經濟現象，而且作為自然神論者的亞當·斯密所提及的神之無形的手（Invisible Hand of God）可能暗指上帝所定立的法則 而非某種神秘的市場規律，此外, 亞當·斯密不但沒有主張完全對經濟發展放任不管，反而主張在某些情況下對貿易實施一些限制措施以保障國家安全，例如亞當·斯密曾經在其著作《國富論》中建議英國實施保護主義政策以保障該國國內的船業發展。儘管亞當·斯密強烈反對重商主義和提倡自由貿易，不過他仍然支持國家提供公共教育和向藝術家提供補貼等等。
無政府資本主義開創人穆瑞·羅斯巴德教授曾經誹謗亞當·斯密，並且聲稱由於亞當·斯密認可労動價值説等等，因此他的行為使後世對於經濟學的研究方向走上歧途，最後導致馬克思主義興起，但羅斯巴德所提出的説法被一些學者嚴厲批駁。
一些反新自由主義者聲稱亞當·斯密支持貿易保護主義，藉此諷刺十分尊崇他的某些新自由主義者。宣揚市場自由主義的智庫美國經濟研究所的副高級研究員唐納德·J·布德羅（Donald J. Boudreaux）教授承認亞當·斯密曾經聲稱在少數的例外情況下 國家應該徵收關税，但布德羅特別指出亞當·斯密提到他認為實施這些措施這一舉動只是為了防止更嚴重的問題出現，而且實施這些措施這個舉動本身不會為經濟發展帶來好處，故此布德羅聲稱亞當·斯密仍然應該被視為堅定地提倡單邊自由貿易的經濟自由主義者。

## 關於該術語的爭論
許多學者曾經就市場原教旨主義這個術語的適用性展開爭論。
一些資本主義者聲稱由於現今資本主義最流行的分支已經是十分人道主義化的社會資本主義，因此關於市場原教旨主義的指控並不適用於現今的資本主義社會。另一方面, 一些左派人士聲稱進步派人士錯誤地給保守派人士貼上了市場原教旨主義者這個標籤，結果無意中幫助了右派，這些左派人士聲稱國家對公司提供援助這個行為並非源自於自由派所提倡的經濟結構的自然狀態，而是與國家干預主義政策在本質上相同的舉措。

### 聲稱這個術語具有誤導性的説法
經濟學家岩田菊夫表示：「那些批評『市場原教旨主義者』的人認為，經濟學家所強調的市場原則是『可以自由地做任何事情的原則』。」岩田菊夫聲稱經濟學家所強調的市場原則不是自由放任主義，原因是「市場不是一個沒有任何監管的完全自由的體系」。他表示：「經濟學家認為理想的市場原則是商定規則，以免干擾他人同樣擁有的自由。」岩田菊夫也聲稱正如那些用市場原教旨主義一詞來否定市場必要性的人所想像的那樣，不斷審查法規及規則並努力改善市場的運作這些行為很重要。
經濟學家竹中平三表示：「如果我是市場原教旨主義者，我會相信市場將會解決一切。」竹中平三聲稱：「沒有一個像樣的經濟學家相信市場是萬能的。」
經濟學家野口朝日表示：「反市場原教旨主義者認為的市場原教旨主義者是相信市場原則的人，即『經濟學家』。換句話説，反市場原教旨主義者所攻擊的真正目標是：經濟學家及經濟學本身。」野口朝日也表示：「市場原教旨主義作為一種意識型態確實存在。但是，大多數經濟學家認為，在許多情況下，市場在實體經濟中發揮不佳。」

### 對使用該術語這個行為的反對
經濟學家賈格迪什·巴格瓦蒂（Jagdish Bhagwati）抱怨説反市場原教旨主義如今隨處可見，例如約瑟夫·史蒂格利茨無法辨識美國正總統小布希執政時期的任何市場原教旨主義特徵，巴格瓦蒂聲稱他沒有看到放鬆管制這個行為，而是看到了許多失敗的監管措施，其中大部分與遊說有關。
擁護無政府資本主義的經濟學家布萊恩·卡普蘭教授抨擊了對這個術語的使用，他聲稱對於經濟學主流來說，流行的關於「市場原教旨主義」的指控是錯誤和愚蠢的，即使是比一般經濟學家對市場表現得更為友善的興復自由主義開創人米爾頓·佛利民博士也公開承認市場有弱點，而且他對自由市場所具有的絕對正確性沒有準宗教信仰，「市場原教旨主義」唯一可能適用的對象是市場自由主義的代表人物路德維希·馮·米塞斯博士的繼任者，特別是他的徒弟穆雷·羅斯巴德及路德維希·馮·米塞斯研究所，然而，這些人通常只會互相討論，原因是他們遠離主流經濟學界，卡普蘭聲稱普遍存在的不是市場原教旨主義，而是準宗教式的民主原教旨主義。
社會學家沃夫岡·克羅恩（Wolfgang Krohn）聲稱「創造市場原教旨主義這個術語是為了在道德上抹黑新自由主義心態」，她用他們對道德原教旨主義的反對來明確表示：「當他們依靠功能係統的功能命令的不可阻擋的事實及邏輯來作出明顯違背道德的行為時，關於原教旨主義及虛偽的指控有時會回到看似士氣低落的行為者的身上。」

## 外部連結
- Piergiuseppe Fortunato: The long shadow of market fundamentalism （页面存档备份，存于）